# Múi giờ châu Âu
| Xanh dương nhạt | Giờ Tây Âu (UTC+0)                                               |
| xanh dương      | Giờ Tây Âu (UTC+0) Giờ mùa hè Tây Âu (UTC+1) Giờ mùa hè Anh Quốc |
| nâu             | Giờ Trung Âu (UTC+1) Giờ mùa hè Trung Âu (UTC+2)                 |
| kaki            | Giờ Đông Âu (UTC+2) Giờ mùa hè Đông Âu (UTC+3)                   |
| vàng            | Giờ Kaliningrad (UTC+2)                                          |
| lục nhạt        | Giờ Viễn đông châu Âu/ Giờ Moskva (UTC+3)                        |

Châu Âu kéo dài bảy múi giờ chính (từ UTC − 01:00 đến UTC+05:00), ngoại trừ thời gian nghỉ hè (bốn trong số chúng có thể được nhìn thấy trên bản đồ ở bên phải, với một khu vực phía tây có chứa Azores và hai khu vực xa hơn bao gồm Gruzia, Azerbaijan, các vùng lãnh thổ phía đông của Nga và phần châu Âu của Kazakhstan). Hầu hết các nước châu Âu sử dụng thời gian mùa hè và hài hòa điều chỉnh thời gian mùa hè của họ; xem thời gian mùa hè ở châu Âu để biết chi tiết.
Các múi giờ thực sự được sử dụng ở châu Âu khác biệt đáng kể so với phân vùng thống nhất hoàn toàn dựa trên kinh độ, như được sử dụng trong hệ thống thời gian hải lý. Về lý thuyết, thế giới có thể được chia thành 24 múi giờ, mỗi múi độ 15 độ. Tuy nhiên, do các yếu tố địa lý và văn hóa, việc phân chia thế giới đồng đều là không thực tế và các múi giờ thực tế có thể khác biệt đáng kể so với các yếu tố hoàn toàn dựa trên kinh độ. Ở châu Âu, việc sử dụng rộng rãi Giờ Trung Âu (CET) gây ra những biến đổi lớn ở một số khu vực từ thời gian mặt trời. Dựa trên thời gian mặt trời, CET sẽ dao động từ 7,5 đến 22,5°E. Tuy nhiên, ví dụ Tây Ban Nha (gần như hoàn toàn ở bán cầu Tây) và Pháp (gần như hoàn toàn ở phía tây 7,5°E, như minh họa trong bản đồ bên dưới) về mặt lý thuyết nên sử dụng UTC, như họ đã làm trước Thế chiến thứ hai. Kết quả chung là một buổi trưa mặt trời muộn hơn nhiều so với buổi trưa và sau đó là bình minh và hoàng hôn muộn hơn so với lý thuyết nên xảy ra. Các nước Benelux về lý thuyết cũng nên sử dụng GMT.
Nga và Belarus đã quan sát "thời gian mùa hè vĩnh viễn" từ tháng 3 năm 2011 đến tháng 10 năm 2014. Kể từ tháng 10 năm 2014, Nga đã quan sát "thời gian mùa đông vĩnh viễn". Iceland có thể được coi là vào thời gian mùa hè vĩnh viễn "de facto" bởi vì, kể từ năm 1968, nó sử dụng thời gian UTC cả năm, mặc dù nằm ở phía tây kinh tuyến hơn 15°. Do đó, nó nên được đặt trong UTC − 01:00, nhưng chọn ở gần thời gian châu Âu lục địa hơn, dẫn đến thời gian pháp lý đáng kể trước thời gian mặt trời địa phương; điều này ít có ý nghĩa thực tế do sự khác biệt lớn về giờ ban ngày ở quốc gia đó.
Các Ủy ban châu Âu đã đề nghị chấm dứt việc chấp hành thời gian mùa hè ở EU sau khi mùa thu của năm 2019. Tuy nhiên, quyết định nằm với các nước thành viên của EU là một nhóm; tuy nhiên, nhiều quốc gia thành viên xem thời gian biểu là "không thực tế" và việc thực hiện có thể sẽ bị đẩy lùi đến năm 2021.
| Màu sắc | Thời gian pháp lý so với giờ địa phương |
| ------- | --------------------------------------- |
|         | 1 h ± 30 m behind                       |
|         | 0 h ± 30 m                              |
|         | 1 h ± 30 m ahead                        |
|         | 2 h ± 30 m ahead                        |

| Màu sắc | Thời gian pháp lý so với giờ địa phương |
| ------- | --------------------------------------- |
|         | 1 h ± 30 m behind                       |
|         | 0 h ± 30 m                              |
|         | 1 h ± 30 m ahead                        |
|         | 2 h ± 30 m ahead                        |
|         | 3 h ± 30 m ahead                        |